# Оушан Шорс (Вашингтон)
Оушан Шорс (енгл. Ocean Shores) град је у америчкој савезној држави Вашингтон. По попису становништва из 2010. у њему је живело 5.569 становника.

## Демографија
Према попису становништва из 2010. у граду је живело 5.569 становника, што је 1.733 (45,2%) становника више него 2000. године.
| Група             | 2000.         | 2010.         |
| Белци             | 3.512 (91,6%) | 4.930 (88,5%) |
| Афроамериканци    | 23 (0,6%)     | 51 (0,9%)     |
| Азијати           | 47 (1,2%)     | 97 (1,7%)     |
| Хиспаноамериканци | 67 (1,7%)     | 178 (3,2%)    |
| Укупно            | 3.836         | 5.569         |